# Ichneumon quadripes
Ichneumon quadripes är en stekelart som beskrevs av Geoffroy 1785. Ichneumon quadripes ingår i släktet Ichneumon och familjen brokparasitsteklar. Inga underarter finns listade i Catalogue of Life.